# Gueorgui Svirídov
Gueorgui Vasílievich Svirídov (16 de diciembre de 1915-Moscú, 5 de abril de 1998) fue un compositor neorromántico de la época soviética.
En letra cirílica, su nombre en ruso se escribe Гео́ргий Васи́льевич Свири́дов.

## Biografía
Svirídov nació en 1915, durante la Primera Guerra Mundial en el interior del país, en el pueblo de Fatezh, de la región de Kursk, en tiempos del Imperio Ruso, actualmente del óblast de Kursk. Su padre, Vasily Sviridov, simpatizante de la causa bolchevique durante La Guerra Civil Rusa que siguió a la Revolución Rusa, fue muerto cuando Georgy tenía solo cuatro años. La familia se trasladó a Kursk, donde  Sviridov aprendió en la escuela a tocar su primer instrumento, la balalaika. Su facilidad para la música le sirvió para ser admitido en la orquesta local. Entró en la escuela de música en 1929 y terminó en Leningrado, aconsejado por su maestro M. Krutinsky, para estudiar piano en el Conservatorio de Música, donde se graduó en 1936. De 1936 a 1941, Sviridov estudió en el Conservatorio tutelado por Peter Borisovich Ryazanov y Dmitri Shostakovich.
Durante sus años de estudiante escribió su ciclo de romances basados en versos de Pushkin. Aunque todavía estaban por llegar las lecciones más importantes para Svirídov. En el conservatorio de Leningrado tuvo como profesor a Dmitri Shostakóvich, que siguió siendo su mentor, su amigo y consejero durante muchas décadas.
Su brillante graduación en el conservatorio, confirmada por su Primera Sinfonía y su Concierto para cuerda, prácticamente coincidió con el inicio de la Segunda Guerra Mundial. Svirídov fue movilizado inmediatamente  en las fuerzas armadas soviéticas y se le envió a la Academia Militar de  Ufa, pero se licenció a finales del año debido a su mala salud.
Aficionado también a la poesía. Los años de la guerra fueron un periodo enormemente agitado para Svirídov: tras unirse a la evacuación de la Filarmónica de Leningrado a Novosibirsk compuso numerosas obras, muchas de ellas para el teatro.
Fue una época de gran actividad artística que provocó un verdadero despegue de la carrera profesional de Svirídov en los años 50. Su repertorio ya contaba con composiciones sinfónicas e instrumentales, así como con bandas sonoras para películas y obras de teatro.
Aunque Svirídov sonaba con mayor claridad cuando unía su música con la palabra poética. Escribió canciones y romances basados en Mijaíl Lermontov (1938, 1957), Alexander Blok (1941), William Shakespeare (1944–1960) y Robert Burns (traducido al ruso en 1955).  Compuso el Oratorio Patético (1959) en honor del gran poeta de la revolución, Vladimir Mayakovsky. Compuso el Oratorio a la Memoria de Sergei Yesenin (1956) y varias cantatas. También se aventuró en la ópera con 'Luces parpadeantes' (1951).
El compositor murió a los 82 años de un ataque al corazón el 5 de enero de 1998, en Moscú, donde vivía desde 1956.

## Honores y reconocimientos
La música de Svirídov fue poco conocida en Occidente pero recibió grandes elogios y premios en su país porque manifiesta el alma rusa. Recibió los premios Stalin (1946) por su Trío para Piano, muy influido por Chaikovski; en 1960, recibió una de las más importantes condecoraciones de la URSS, el premio Lenin por su “Oratorio Patético” basado en unos versos de Vladímir Maiakovski. Otras muestras del reconocimiento que obtuvo Svirídov fueron los dos Premios Estatales de la URSS por su ciclo de “Canciones de Kursk” y su “Guirnalda de Pushkin”, así como el título de Héroe del Trabajo Soviético, un título que en raras ocasiones se entregaba a artistas. En la actualidad, las obras de Svirídov siguen interpretándose en las salas de conciertos rusas.
En vida, la música de Svirídov fue poco conocida en Occidente pero recibió grandes elogios y premios en su país porque manifiesta el alma rusa. Recibió los premios Stalin (1946) por su Trío para Piano, muy influido por Chaikovski; el premio Lenin (1960) por su Oratorio Patético; el Premio del Estado de la URSS en 1968 y 1980 (se le dio el título de Artista del pueblo de la URSS); Héroe del Trabajo Socialista (1975); dos veces condecorado con la Orden de Lenin.
En 1997, fue proclamado Ciudadano ilustre de la ciudad de Moscú.
El asteroide (4075) Sviridov, descubierto por la astrónoma rusa Liudmila Gueorguievna Karachkina (en ucraniano, Людмила Георгіївна Карачкіна; en ruso, Людмила Георгиевна Карачкина) en 1982, fue llamado así en honor de Georgy Sviridov.

## Legado musical
- Siete pequeñas piezas para piano (1934–1935)
- Seis romances sobre textos de Pushkin para vocal y piano (1935)
- Siete canciones (Lermontov) (1938)
- Concierto para Piano N.º 1 (1936–1939)
- Concierto de Cámara para cuerda (1940)
- Tres canciones (Alexander Blok) (1941)
- Concierto para Piano N.º 2 (1942)
- "Otelo", (Shakespeare)(1942)
- "Suite Shakespeare" para cuerda y piano (1944)
- Sonata para Piano (1944)
- Trío para Piano (1945 - rev. 1955)
- Cuarteto para cuerda N.º 1 (1945–1946)
- Dos partituras para piano (1946 - rev. 1957, 1960)
- Cuarteto para cuerda N.º 2 (1947)
- Álbum para niños, diecisiete piezas para piano (1948 - rev. 1957)
- Sinfonía N.º 2 (1949/inacabada)
- "La tierra de mis padres", poema (A. Issaakian) para bajo y tenor con acompañamiento de piano (1949–1950)
- "Bright Lights", operetta en tres actos (L. Sacharov and S. Poloski) (1951)
- "Ruy Blas", serenata (1952)
- Canciones (Burns) para contrabajo y piano (1955)
- "Los Decembristas", oratorio (1955)
- "Poema a la Memoria de Sergei Yesenin", oratorio para tenor, coro y orquesta (1956)
- "Mi padre es un granjero", (Yessenin) para tenor y barítono y acompañamiento de piano (1957)
- "Suburb-Lyrics", (Prokófiev y M. Issakovsky)  para cantante y piano ( –1958)
- Ocho romances (Lermontov) para bajo y piano (1957–1958)
- Five Choruses to Lyrics by Russian Poets (1958)
- Oratorio Patético (Mayakovsky) para bajo, mezzo-soprano, coro y orquesta (1959)
- Song about Lenin ("We Don't Believe") after Mayakovsky for bass, mixed chorus and orchestra (1960)
- "St. Petersburg Songs" para soprano, mezzo-soprano, baritone, bass, violín, chelo and piano (1961–1963)
- "A Voice from the Chorus", monolog after A. Blok for bass and piano (1963)
- "Songs of Kursk", cantata after folktexts for mixed chorus and orchestra (1964)
- "Wooden Russia", cantate to words of Yesenin for tenor, men's chorus and orchestra (1964)
- Tríptico, pequeña sinfonía para orquesta (1964)
- Music for chamber orchestra (1964)
- Music to the Film "Snow Storm" after Pushkin (1964)
- "Sad Songs", small cantata to words of A. Blok for mezzo-soprano, female chorus and orchestra (1962–1965)
- "It's Snowing" small cantata to words of B. Pasternak for female chorus, boys'chorus and orchestra (1965)
- "Time, Forward!", suite of the film score (1967)
- "Five Songs about Russia", oratorio after Blok for soprano, mezzo-soprano, baritone, bass, mixed chorus and orchestra (1967)
- "Four Folksongs" for chorus and orchestra (1971)
- "The Friendly Guest", cantata to words of Yesenin for solovoices, chorus and orchestra (1971–1976)
- "Spring Cantata" to words of Nekrasov for mixed chorus and orchestra (1972)
- Concerto in Memory of A.A. Yurlov for unaccompanied mixed chorus (1973)
- Music to the Play "Czar Fyodor Ioannovich" after Tolstoi (1973)
- "The Birch of Life", cantata to words of A. Blok for mezzo-soprano and orchestra (1974)
- Three Miniatures for solo voices and mixed chorus (1972–1975)
- "Snow Storm", musical illustrations after Pushkin for orchestra (1975)
- "Songs of Petersburg" after A. Blok for bass and piano (1975)
- Three Pieces from "Children's Album" for mixed chorus a cappella (1975)
- "Ode to Lenin" after R. Rozhdestvensky for narrator, chorus and large orchestra (1976)
- "Cast of Russia", poem after Sergei Yesenin for tenor and piano (1977)
- Hymns to the Motherland for chorus (1978)
- Twenty-five Choruses for bass and piano (1939–1979)
- "Pushkin's Garland", choral concerto on verses by Alexander Pushkin (1979)
- "Nightly Clouds", cantata after A. Blok for mixed chorus a cappella (1979)
- Ten Songs after Alexander Blok for singer and piano (1972–1980)
- "Ladoga", poem for chorus after A. Prokofiev (1980)
- "Songs From Hard Times", concerto after Alexander Blok for chorus a cappella (1980–1981)
- "Russia Cast Adrift", cycle on poems by Sergei Esenin for baritone and piano (1987)
- "Petersburg", a vocal poem (1995)